# Doubravnický tunel
Doubravnický tunel je železniční tunel č. 216 na katastrálním území Doubravník na železniční trati Žďár nad Sázavou – Tišnov v km 85,239–85,350 mezi zastávkami Doubravník a Prudká zastávka.

## Historie
Předběžné technické práce na této dráze byly zahájeny v roce 1895, neboť 13. ledna téhož roku vydalo ministerstvo obchodu k těmto pracím povolení. Definitivní projekt tratě byl schválen v roce 1901, kdy bylo rovněž provedeno vyvlastnění pozemků a uskutečněna obchůzka trati. Soukromá společnost Lokalbahn Deutschbrod – Tischnowitz (česky Místní dráha Německý Brod – Tišnov) dne 7. června 1902 obdržela koncesi ke stavbě a provozování dráhy ze Žďáru do Tišnova. Samotná stavba byla zahájena 30. června 1903 stavební firmou Osvalda Životského. Slavnostní zahájení provozu na celé trati ze Žďáru do Tišnova proběhlo 25. června 1905, provozovatelem se staly rakouské státní dráhy kkStB, po roce 1918 Československé státní dráhy (ČSD). Na trati byl postaven jeden tunel.
V roce 1999 se před portálem tunelu točil záběr epizody „Směšný vrah“, šestého dílu seriálu Četnické humoresky.

## Geologie a geomorfologie
Tunel se nachází v geomorfologické oblasti Českomoravská vrchovina, celku Hornosvratecká vrchovina s podcelkem Nedvědická vrchovina s okrskem Sýkořská hornatina.
Z geologického hlediska je tunel ražen bílešskými rulami.

## Popis
Jednokolejný tunel byl postaven na železniční trať Žďár nad Sázavou – Tišnov mezi zastávkou zastávkami Doubravník a Prudká zastávka, poblíž osady Prudká. Výstavbu prováděla firma Osvalda Životského, rodáka z Doubravníku. Na stavbě pracovali místní muži i ženy. Je proražen v pravém směrovém oblouku v masívu Sokolí skála v úpatí vrchu (kóta 518 m n. m.) v ostrohu meandru řeky Svratky. Vjezdový portál je chráněn dynamickou bariérou proti pádu horniny.
Tunel leží v nadmořské výšce 300 m, je dlouhý 110,60 m.